# Myrmecoblatta rehni
Myrmecoblatta rehni är en kackerlacksart som beskrevs av Mann 1914. Myrmecoblatta rehni ingår i släktet Myrmecoblatta och familjen Polyphagidae. Inga underarter finns listade i Catalogue of Life.